# USS Hanna (DE-449)
USS Hanna (DE-449) là một tàu hộ tống khu trục lớp John C. Butler từng phục vụ cùng Hải quân Hoa Kỳ trong Chiến tranh Thế giới thứ hai. Nó là chiếc tàu chiến duy nhất của Hải quân Hoa Kỳ được đặt cái tên này, theo tên Binh nhì Thủy quân Lục chiến William T. Hanna (1920–1942), người từng phục vụ cùng Sư đoàn 1 Thủy quân Lục chiến, đã tử trận tại Guadalcanal vào ngày 9 tháng 10, 1942 và được truy tặng Huân chương Chữ thập Hải quân. Nó đã phục vụ trong suốt Thế chiến II, được cho ngừng hoạt động sau khi xung đột chấm dứt vào năm 1946, rồi được huy động trở lại để tiếp tục phục vụ trong các cuộc Chiến tranh Triều Tiên và Chiến tranh Lạnh từ năm 1950 đến năm 1959. Con tàu cuối cùng bị bán để tháo dỡ vào năm 1973. Hanna được tặng thưởng năm Ngôi sao Chiến trận do thành tích phục vụ trong cuộc Chiến tranh Triều Tiên.

## Thiết kế và chế tạo
Lớp John C. Butler được thiết kế nhằm đáp ứng nhu cầu một số lượng lớn nhưng rẻ tiền của một kiểu tàu hộ tống chống tàu ngầm để hộ tống các đoàn tàu vận tải vượt đại dương. Chúng có chiều dài chung 306 foot (93,3 m), mạn tàu rộng 36 foot 10 inch (11,2 m) và mớn nước 13 foot 4 inch (4,1 m), trọng lượng choán nước tiêu chuẩn 1.350 tấn Anh (1.372 t), và lên đến 1.745 tấn Anh (1.773 t) khi đầy tải, với một thủy thủ đoàn bao gồm 14 sĩ quan và 201 thủy thủ. Con tàu được vận hành bởi hai turbine hơi nước hộp số Westinghouse; hơi nước được cung cấp bởi hai nồi hơi "D" Express, tạo ra công suất 12.000 mã lực càng (8.900 kW) và cho phép đạt được tốc độ tối đa 24 hải lý trên giờ (44 km/h; 28 mph). Nó có tầm hoạt động 6.000 hải lý (11.000 km; 6.900 mi) ở tốc độ đường trường 12 hải lý trên giờ (22 km/h; 14 mph).
Dàn vũ khí chính bao gồm hai tháp pháo 5-inch/38 caliber đa dụng nòng đơn, được dẫn đường bởi hệ thống điều khiển hỏa lực Mark 51; vũ khí phòng không gồm hai khẩu đội Bofors 40 mm L/60 nòng đôi và mười khẩu Oerlikon 20 mm nòng đơn cũng được dẫn đường bởi hệ thống Mark 51. Ngoài ba ống phóng ngư lôi 21 inch (533 mm), vũ khí chống ngầm bao gồm hai đường ray thả mìn sâu, tám máy phóng mìn sâu K-gun cùng một dàn súng cối chống ngầm Hedgehog. Con tàu được trang bị sonar kiểu QC, radar dò tìm mặt biển SL và radar dò tìm không trung SA.
Hanna được đặt lườn tại xưởng tàu của hãng Federal Shipbuilding and Dry Dock Company ở Newark, New Jersey vào ngày 23 tháng 3, 1944. Nó được hạ thủy vào ngày 4 tháng 7, 1944, được đỡ đầu bởi bà William P. Hanna, mẹ của Binh nhì Hanna, và được cho nhập biên chế cùng Hải quân Hoa Kỳ vào ngày 27 tháng 1, 1945 dưới quyền chỉ huy của Hạm trưởng, Thiếu tá Hải quân Means Fernandis Johnston Jr.

## Lịch sử hoạt động

### Thế Chiến II
Sau khi hoàn tất việc chạy thử máy huấn luyện tại khu vực Bermuda và vịnh Guantánamo, Cuba, Hanna quay trở về New York vào ngày 24 tháng 3, 1945 để được sửa chữa sau chạy thử máy. Chuẩn bị để được điều động sang khu vực Mặt trận Thái Bình Dương, nó khởi hành từ New York vào ngày 9 tháng 4 để hộ tống chiếc tàu chở đạn Akutan (AE-13) đi sang Cristobal tại vùng kênh đào Panama, rồi băng qua kênh đào và ghé đến San Diego, California trước khi đi đến Trân Châu Cảng vào ngày 4 tháng 5. Nó hoạt động hộ tống và huấn luyện tại vùng biển Hawaii trước khi lên đường đi Eniwetok vào ngày 9 tháng 6, nơi nó tham gia phục vụ cùng Đội Tuần tra và Hộ tống Marshall-Gilbert cho đến khi Nhật Bản chấp nhận đầu hàng vào ngày 15 tháng 8, giúp chấm dứt vĩnh viễn cuộc xung đột.
Cùng với chiếc Tachibana Maru chiếm được của Nhật Bản, Hanna đi đến đảo Wake để giúp triệt thoái binh lính Nhật Bản khỏi hòn đảo này. Nó cùng với Tachibana Maru đón 700 hành khách và đưa họ đến Tokyo vào ngày 12 tháng 10; Tachibana Maru sau đó được chuyển giao cho Nhật Bản. Hanna khởi hành từ Tokyo vào ngày 24 tháng 10 để đi Eniwetok và sau đó đến Guam, nơi nó làm nhiệm vụ tìm kiếm và giải cứu và quan trắc thời tiết. Quay trở về Hoa Kỳ, nó được cho xuất biên chế tại San Diego, California vào ngày 31 tháng 5, 1946 và được đưa về Hạm đội Dự bị Thái Bình Dương.

### Chiến tranh Triều Tiên
Sau khi cuộc Chiến tranh Triều Tiên bùng nổ vào tháng 6, 1950, Hanna được cho tái biên chế trở lại tại San Diego vào ngày 27 tháng 12. Nó gia nhập và phục vụ cùng Hải đội Hộ tống 9 từ ngày 9 đến ngày 16 tháng 4, 1951, rồi lên đường đi sang khu vực Tây Thái Bình Dương, và thoạt tiên hoạt động tuần tra tại eo biển Đài Loan. Gia nhập Lực lượng Đặc nhiệm 95 vào tháng 6, 1951, nó hoạt động hộ tống và phong tỏa tại vùng bờ biển phía Tây bán đảo Triều Tiên, tham gia hoạt động bắn phá bờ biển tại khu vực cảng Wŏnsan vào tháng 8, và đã từng đấu pháo với những khẩu đội pháo bờ biển đối phương trong hơn hai giờ tại đây. Trong những tháng tiếp theo, ngoài hoạt động bắn phá bờ biển, nó còn hộ tống chống tàu ngầm và phòng không bảo vệ cho các tàu sân bay khi chúng không kích các mục tiêu đối phương.
Quay trở về Hoa Kỳ để đại tu vào đầu tháng 11, 1951, Hanna về đến San Diego vào ngày 26 tháng 11. Nó lại lên đường ba tháng sau đó để quay trở lại khu vực Tây Thái Bình Dương, tiếp tục hoạt động bắn phá, hộ tống các tàu bị hư hại và khám xét các tàu đánh cá. Vào ngày 24 tháng 11, 1952, nó bị pháo bờ biển đối phương bắn trúng phía giữa tàu tại phòng nồi hơi phía sau, gây hư hại và khiến một thủy thủ thiệt mạng. Con tàu tiếp tục hoạt động tại Viễn Đông cho đến khi quay trở về San Diego vào ngày 9 tháng 6, 1953. Sau khi được bảo trì và huấn luyện tại vùng bờ biển California, nó lên đường vào ngày 19 tháng 11 cho một chuyến đi tuần tra nghiên cứu tại các đảo thuộc khu vực Trung tâm Thái Bình Dương, rồi quay trở về San Diego vào ngày 6 tháng 6, 1954.

### 1954 - 1959
Từ cuối năm 1954 cho đến năm 1957, Hanna còn tiếp tục được phái sang phục vụ thêm ba lượt tại khu vực Tây Thái Bình Dương. Trong lượt hoạt động sau cùng nó đã viếng thăm các quần đảo Caroline, Mariana, Bonin và Volcano, cũng như tham gia cứu hộ cho chiếc tàu buôn Đài Loan SS Ping Tung bị mắc cạn tại đảo Yokoate Shima thuộc quần đảo Ryūkyū.
Chuyển cảng nhà đến Long Beach, California từ ngày 26 tháng 11, 1957, Hanna cũng chuyển sang vai trò tàu huấn luyện cho nhân sự thuộc Hải quân Dự bị Hoa Kỳ. Nó lên đường vào ngày 6 tháng 2, 1958 cho chuyến đi thực hành huấn luyện đầu tiên đến Manzanillo, Mexico, và từ đó cho đến cuối năm 1959 đã thực hiện tổng cộng 18 chuyến đi huấn luyện cho học viên sĩ quan dự bị.
Hanna được cho xuất biên chế lần sau cùng tại Mare Island, California vào ngày 11 tháng 12, 1959 và được đưa về Hạm đội Dự bị Thái Bình Dương. Tên nó được cho rút khỏi danh sách Đăng bạ Hải quân vào ngày 1 tháng 12, 1972, và con tàu bị bán để tháo dỡ vào ngày 3 tháng 12, 1973.

## Phần thưởng
Hanna được tặng thưởng năm Ngôi sao Chiến trận do thành tích phục vụ trong Chiến tranh Triều Tiên.
|             |  |  |
|             |  |  |
| Silver star |  |  |

| Huân chương Chiến dịch Hoa Kỳ                            | Huân chương Chiến dịch Hoa Kỳ                 | Huân chương Chiến dịch Châu Á-Thái Bình Dương | Huân chương Chiến dịch Châu Á-Thái Bình Dương         |
| Huân chương Chiến thắng Thế Chiến II                     | Huân chương Phục vụ Chiếm đóng Hải quân       | Huân chương Phục vụ Chiếm đóng Hải quân       | Huân chương Phục vụ Phòng vệ Quốc gia                 |
| Huân chương Phục vụ Triều Tiên với 5 Ngôi sao Chiến trận | Huân chương Liên Hiệp Quốc Phục vụ Triều Tiên | Huân chương Liên Hiệp Quốc Phục vụ Triều Tiên | Huân chương Phục vụ Chiến tranh Triều Tiên (Hàn Quốc) |